# 北朝鮮の核実験 (2006年)
座標: 北緯41度17分39.5秒 東経129度8分3秒 / 北緯41.294306度 東経129.13417度

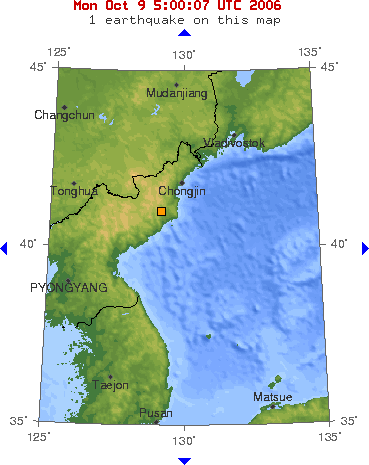
核実験が行われた地点とみられている、地震の震央の位置。（USGSによる）

朝鮮民主主義人民共和国（北朝鮮）は、2006年10月9日10時35分（KST）に初めて地下核実験を行ったと発表した。各国が観測した地震波からの推定によると爆発の規模はTNT換算で最小0.5キロトン、最大で15キロトン程度というまばらな推定が散発し、謎が多い物となっている。これは北朝鮮政府による映像の発表等が全く無いためでもあるが、核実験独特の地震波が観測されているため、一定の成果は挙げたものと考えられている。

## 背景
- 1991年12月13日 - 朝鮮半島の平和統一を実現するための南北基本合意書。
- 12月31日 - 朝鮮半島の非核化に関する共同宣言。
- 1993年
  - 2月15日 - 国際原子力機関（IAEA）が北朝鮮に対して特別査察を要求。北朝鮮はこれを拒否。
  - 3月12日 - 核拡散防止条約（NPT）からの脱退を宣言。後に保留を表明。
  - 5月29日 - 北朝鮮がノドンの発射実験。
- 1994年10月21日 - 米朝枠組み合意に調印。北朝鮮の主要核施設凍結。
- 1998年8月31日 - 北朝鮮がテポドン1号の発射実験。
- 2002年12月12日 - 寧辺にある核施設の再開を表明。
- 2003年
  - 1月10日 - 核拡散防止条約（NPT）即時脱退を表明。
  - 8月27日 - 第1回六者会合。
- 2005年
  - 2月10日 - 北朝鮮が核兵器保有を公式に宣言。
  - 11月25日 - 朝鮮半島エネルギー開発機構（KEDO）解散、清算。
- 2006年
  - 7月5日 - 北朝鮮がテポドン2号など7発の弾道ミサイル発射実験。
  - 10月3日 - 北朝鮮の朝鮮中央通信が核実験を実施すると予告。
  - 10月9日 - 北朝鮮の朝鮮中央通信が「地下核実験に成功」と発表。
  - 10月14日 - 国連安全保障理事会が北朝鮮に対して制裁決議を全会一致で採択。（→決議1718）
  - 12月18日 - 第5回六者会合が再開。

## 概要

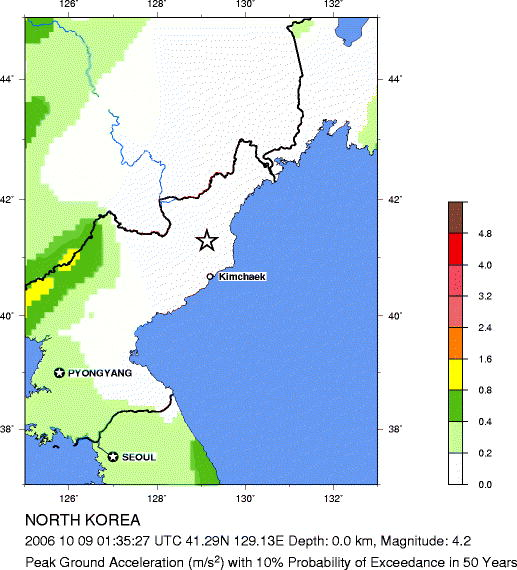
北朝鮮周辺の地震の発生頻度。核実験を行ったとみられる地点は、地震がほとんど発生しない地域（USGSによる）

2006年10月9日10時35分（KST）、北朝鮮は地下核実験を実施。爆発による地震波の測定から、咸鏡北道吉州郡豊渓里で実施したとみられている。
CTBTOに基づく地震波観測網および、津波早期警戒観測網の高感度地震計で、核実験によるものとみられる人工的な地震波が捉えられた。
地震波を解析した結果推定された実験の規模は、CTBTOの観測網はM4.0、気象庁はM4.9、アメリカ合衆国地質研究所（USGS）はM4.2、韓国地質資源研究院はM3.58～3.7としている。震源の深さは0km（USGSの推定）で、通常の地震よりもかなり地表に近いところから地震波が到達したと推定されている。またロシア政府も、「同時刻に核実験を探知した」としている。
なお、各機関によってマグニチュードに大きな差があるが、これは核実験がP波をパルス状に出し、その最大振幅によってマグニチュードが決定されることによる。1つのパルスは、観測点や観測状況によって大きく異なり、マグニチュードの誤差も大きくなる。 アメリカ合衆国地震研究所（IRIS）の地震計ネットワークでは、推定"震源"の近傍でしかその波が捉えられなかった。また日本の地震観測網（たとえばHi-net）は、"震源"の南東側しかカバーしきれず、満足な地震波形データが得られたとは言えない状況にある。 
核実験と同時に、あるいは誘発されて自然地震が発生した可能性も指摘されており、これが核実験の解析を難しくしている。本来核実験ではほとんど発生しないS波も観測されている。 
爆発の規模は高性能爆薬TNT換算で、USGSが0.5～5キロトン、日本の東京大学地震研究所が0.5～1.5キロトン程度ではないかとコメントしている。最も大きな見積もりでも15キロトン程度と見られる。
当初、日本やアメリカ合衆国などの各政府は、核実験であるかどうかの確認には数日かかるため、正式に「核実験が行われた」とはしていなかった。地震波の測定結果などから推定される爆発規模は極めて小さく、通常核実験規模の指針とされる広島・長崎型原爆の威力には達していないと見られていた事や、放射能の拡散が検出されていない事などから、プルトニウムの爆縮がうまくいかないなどして実験が失敗したとの見方もある。地下空洞を利用して大きな核爆発が周辺諸国で小さく感じられるよう巧みに偽装した可能性も指摘されている。
一方、小型核の開発に成功したとの意見もある。実際、北朝鮮は核実験の直前に中国に核実験実施を事前通報したが、その時の設計計画爆発力は4キロトンとして中国に通知している。広島は16キロトンであり、4キロトンと中国に事前通知したと言うことは、核物質の手持ち量が少ないため、当初から核物質を限界まで節減して実験を実施した可能性は高い。
北朝鮮のプルトニウム核爆弾は、15キロトンという推定を信じると、初歩的な原爆を手に入れた事を意味する。仮に1キロトンであっても、それでも爆発力はかなりのものであり、非常な脅威ではあるとされている。実際に都心で爆発すれば、高圧の火球（1キロトンでは温度100万度・直径40m）が数秒間出現し、大変なことになると予想される。実験の成果は不明だが、今回の実験で北朝鮮側はデータを入手したので過早爆発になる可能性はあまり期待できないとの見方もある。

### 環境への影響
放射能漏れなどによる周辺諸国への影響は実験前から懸念されていたが、今のところ影響はないとされている。ただ韓国政府は実験後、放射能の監視体制を強化して変化があった場合は国民に知らせるとしており、これに関連して日本の外務省は韓国滞在者や渡航者に対して「スポット情報」を出し情報に注意するよう促している。
また、放射能漏れを心配する声が多いことから、日本海産の海産物などへの風評被害も懸念されている。
この他、豊渓里核実験場の近隣にある白頭山青年線の白岩トンネルにおいて核実験と同日に崩落事故が発生しているが、この核実験による影響の可能性が指摘されている。

### 金融市場への影響
為替相場では、円の対外相場がやや下落するなどの影響が出た。
韓国では株式市場への影響が大きく、韓国証券取引所総合指数が2.5%、コスダック（ナスダックの韓国版）は急落のため取引を一時停止する措置がとられた。

## 各国などの対応

### アメリカ合衆国
ジョージ・ウォーカー・ブッシュ大統領は、北朝鮮への物理的攻撃ではなく、外交的に話し合いで解決していくと述べた。

### 日本
安倍晋三首相の訪韓中に起こったことであり、対応は遅れた。核実験および弾道ミサイル開発に対し、「国際社会の平和と安全に対する重大な脅威」「厳重に抗議し、断固として非難する」と発表した。
国際連合安全保障理事会議長国として、国連憲章第7章による制裁決議を進めていくほか、日本独自の制裁の実施を決定した。
- 2006年10月11日発動。
  - 北朝鮮国籍を有する者の原則入国禁止。
- 2006年10月14日発動[6]。
  - 特定船舶の入港の禁止に関する特別措置法に基づいて、北朝鮮船籍のすべての船舶の入港を禁止(期間は2006年10月14日 - 2007年4月13日)。
  - 輸入貿易管理令、外国為替令に基づいて、北朝鮮からの輸入の全面禁止。

なお、貨客船万景峰号はミサイル発射実験があった2006年7月5日から入港を禁止されている。
秋葉忠利広島市長は、10月9日、「強い怒りを覚える。被爆地・広島市を代表して厳重に抗議する」とのコメントを発表した。10日、北朝鮮に抗議文を送った。
伊藤一長長崎市長は、10月9日、北朝鮮に対し「核兵器開発の即時中止を求める」との抗議文を送ると共に、日本政府に毅然とした対応を求める要請文を送ったとのコメントを発表した。翌11日には長崎市議会も臨時会議にて北朝鮮の行為に抗議することを決議した。
日本の都市では唯一、北朝鮮の都市（江原道元山市）と姉妹都市提携していた鳥取県境港市は、核実験を契機に、元山市側に対して「破棄」を通知した。国レベルの公式な外交関係がない北朝鮮の都市との姉妹都市提携はこれ1件であったが、破棄されたことにより、日本と北朝鮮との姉妹都市提携はなくなった。

### 中華人民共和国
中国政府は、核実験の数十分前に北朝鮮から実験を行う旨の通知を受けたという。また、その通知を受けて中国政府は、核実験の数分前に在北京日本大使館にも連絡を行っていたという。
従来は北朝鮮の核開発疑惑に対する制裁措置に慎重な姿勢を見せていたが、今回の核実験実施の報を受け、王光亜国連大使が一定の制裁を容認する見解を示した。
2006年10月17日、中国政府は、北朝鮮への送金を停止したことなどを事実上認めた。

### 大韓民国
10月4日、韓国政府は「朝鮮半島非核化宣言に反する行為」「対話を通じた問題解決に逆行する」として、強い非難の態度を取った。
当日、安倍晋三首相がソウルを訪問し、韓国の盧武鉉大統領と会談する予定が組まれていた。首脳会談は予定通り実施されたが、その多くの時間が核実験による対応に割かれた。
また、一部の国民には、韓国が北朝鮮に対して実施していた「太陽政策」への反発も見られた。

### ロシア
ロシア政府は、核実験の約2時間前に北朝鮮から通知を受けたという。国営のイタル・タス通信は、「100%核実験である」と報道した。
ウラジーミル・プーチン大統領は、軍事バランスの崩壊は容認できず、無条件で非難すると述べた。また、コサチョフ国際関係委員長は、核実験は米国の圧力が原因であると述べた。

### 朝鮮民主主義人民共和国
金永南最高人民会議常任委員長は、「今後の核実験の継続は米国の対応次第である。金融制裁を解除しなければ、六者会合にも応じない。」と述べた。朴吉淵国連大使が「わが国の科学者、研究者に祝辞を述べるべきだ」と語った。
国境警備兵は「核実験の成功を誇りに思う」と話している。

### 国際連合
安全保障理事会決議1718を採択し、国連憲章第7章第41条に基づく経済制裁実施を決定。これに対し、北朝鮮は「この決議は、わが国を崩壊させようというアメリカ合衆国のシナリオであり、わが国に対する宣戦布告とみなす」と、朝鮮中央放送を通じて発表した。